# سیارک ۳۵۳۵۷
سیارک ۳۵۳۵۷ (به انگلیسی: 35357 Haraldlesch، نامگذاری:1997SX9)۳۵۳۵۷مین سیارک کشف شده‌است که در ۲۸ سپتامبر ۱۹۹۷ کشف شد.